# 向山镇
向山镇，是中华人民共和国安徽省马鞍山市雨山区下辖的一个乡镇级行政单位。

## 行政区划
向山镇下辖以下地区：
平山社区、西山社区、石山社区、北山社区、杜塘村、落星村、南庄村、石马村、向阳村、锁库村和陶村。